# Relazioni bilaterali tra Italia e Slovenia
Le relazioni bilaterali tra Italia e Slovenia fanno riferimento ai rapporti diplomatici fra la Repubblica Italiana e la Repubblica di Slovenia.
Le due nazioni stabilirono le prime relazioni diplomatiche nel 1992. L'Italia ha un'ambasciata a Lubiana e un consolato a Capodistria. La Slovenia ha un'ambasciata a Roma e tre consolati a Firenze, Milano e Trieste.
Oltre alle minoranze autoctone (gli italiani in Istria e le minoranze slovene in Italia), circa 3.200 sloveni hanno ascendenze italiane. Ogni anno circa 400.000 italiani visitano la Slovenia.
Esistono alcune dispute tra sloveni e italiani riguardanti la città di Trieste. I nazionalisti sloveni non riconoscono la sovranità italiana sulla città e ne rivendicano il possesso. D'altro canto i nazionalisti italiani rivendicano alcune zone della Slovenia e della Croazia: l'Istria, oggi quasi totalmente divisa tra Slovenia e Croazia, la città di Fiume in Croazia, i territori della Dalmazia, in particolare la città di Zara, essendo essa un'exclave italiana fino al 1947. Nonostante ciò, le relazioni tra i due paesi sono eccellenti.